# Cryphia gazeli
Cryphia gazeli är en fjärilsart som beskrevs av Lucas 1931. Cryphia gazeli ingår i släktet Cryphia och familjen nattflyn. Inga underarter finns listade i Catalogue of Life.